# Dua Lipa-diszkográfia
Dua Lipa angol énekesnő pályafutása során két stúdióalbumot, négy középlemezt (EP-t), 23 kislemezt (köztük ötöt közreműködőként), 23 videóklipet, hét promóciós kislemezt és egy remixalbumot adott ki. Bemutatkozó kislemeze New Love címmel 2015-ben jelent meg. Második kislemeze, a Be the One számos országban az első tíz közé került, és kétszeres platinalemez minősítést ért el Ausztráliában, Olaszországban, Hollandiában és Lengyelországban. Negyedik és ötödik kislemeze, a Hotter than Hell és a Blow Your Mind (Mwah) a legjobb 30 közé jutottak az Egyesült Királyságban, és platinalemez minősítést értek el több területen. Utóbbi dalával tudott először az amerikai Billboard Hot 100-ra felkerülni, ahol kisebb sláger lett, legjobb helyezése pedig a 72. hely volt. 2017 márciusában Lipa a brit kislemezlista első 15 helyezettje között egyszerre három dalával tudott szerepelni: a No Lie-jal (egy közreműködés Sean Paullal), a Be the One-nal, és a Scared to Be Lonely-val (közös dala (Martin Garrix-szel).
2017 júniusában jelent meg Dua Lipa címmel debütáló stúdióalbuma. A lemezről kiadott New Rules (2017) című slágere a brit kislemezlista csúcsára került. 2018-ban olyan nagysikerű dalokat adott még ki, mint az IDGAF, és a Calvin Harris skót producerrel közös One Kiss. Utóbbival második alkalommal tudott a Hot 100 első 40 helyezettje közé kerülni, miután legjobbja a 26. pozíció volt. Később háromszoros platinalemez minősítést tudott elérni az Egyesült Államokban. Lipa debütáló nagylemezéről olyan kislemezek jelentek még meg, mint a Last Dance, a Miguel amerikai énekessel készült Lost in Your Light, és a Homesick, melyben Chris Martin hangja is felcsendül. 2018-ban jelent meg Electricity című dala, melyet a Silk City-vel készített. Az Egyesült Királyságban negyedik volt, míg az Egyesült Államokban a 62. volt a legelőkelőbb helyezése. Lipa többi kislemezével együtt felkerült 2018. október 19-én megjelent Dua Lipa: Complete Edition című albumára, mely debütáló lemezének újrakiadása.
2020 márciusában jelent meg Lipa második stúdióalbuma Future Nostalgia címmel. Kiadása előtt két kislemezt adtak ki, a Don’t Start Now-t és a Physicalt, mely mindkettő a brit kislemezlista első öt helyezettje közé tudott kerülni. Előbbi Lipa legsikeresebb dala lett a Billboard Hot 100 listán is, ahol a második volt a legjobb pozíciója. A Break My Heart jelent meg az album harmadik kislemezeként, ami hatodik lett az Egyesült Királyságban, míg 13. az Egyesült Államokban. A Hallucinate-et választották negyedik kislemezként, és a 39. helyig jutott a brit slágerlistán. A Levitating Dababy-vel készült remixváltozata jelent meg az ötödik kislemezként az albumról 2020. október 1-jén. Az Egyesült Királyságban és Amerikában is az 5. helyig jutott a listákon, utóbbiban Lipa karrierje során második alkalommal tudott a Billboard Hot 100 első 5 helyezettje közé kerülni. Az Angèlével közös Fever 2020. október 29-én jelent meg a Future Nostalgia francia kiadásáról és megszerezte az első helyet a francia kislemezlistán.

## Albumok

### Studióalbumok
| Cím              | Album adatok | Legjobb helyezések | Legjobb helyezések | Legjobb helyezések | Legjobb helyezések | Legjobb helyezések | Legjobb helyezések | Legjobb helyezések | Legjobb helyezések | Legjobb helyezések | Legjobb helyezések | Eladások                                            | Minősítések |
| Cím              | Album adatok | UK                 | AUS                | BEL (FL)           | CAN                | GER                | IRE                | NL                 | NZ                 | SWE                | USA                | Eladások                                            | Minősítések |
| ---------------- | --- | ------------------ | ------------------ | ------------------ | ------------------ | ------------------ | ------------------ | ------------------ | ------------------ | ------------------ | ------------------ | --------------------------------------------------- | --- |
| Dua Lipa         | - Megjelent: 2017. június 2. - Kiadó: Warner Bros. - Formátumok: CD, LP, Digitális letöltés, streaming                       | 3                  | 8                  | 6                  | 14                 | 22                 | 3                  | 6                  | 7                  | 8                  | 27                 | - Világszerte: 6,000,000 - UK: 720,505 - US: 92,000 | - BPI: 2×-es platinalemez - ARIA: Aranylemez - BEA: Aranylemez - GLF: Aranylemez - MC: 2×-es platinalemez - NVPI: Platinalemez - RIAA: Platinalemez - RMNZ: 2×-es platinalemez |
| Future Nostalgia | - Megjelent: 2020. március 27. - Kiadó: Warner Bros. - Formátumok: CD, LP, digitális letöltés, streaming, kazetta, díszdoboz | 1                  | 1                  | 2                  | 2                  | 4                  | 1                  | 1                  | 1                  | 4                  | 3                  | - UK: 333,968 - US: 17,000                          | - BPI: Aranylemez - MC: Platinalemez - RMNZ: Platinalemez - RIAA: Platinalemez                                                                                                 |
| Radical Optimism | - Megjelent: 2024. május 3. - Kiadó: Warner Bros. - Formátumok: CD, LP, digitális letöltés, streaming, kazetta, díszdoboz    |                    |                    |                    |                    |                    |                    |                    |                    |                    |                    |                                                     | |

### Újrakiadások
| Cím                                     | Album adatok                                                                                             |
| --------------------------------------- | --- |
| Dua Lipa: Complete Edition              | - Megjelent: 2018. október 19. - Kiadó: Warner Bros. - Formátumok: CD, LP, digitális letöltés, streaming |
| Future Nostalgia: The Moonlight Edition | - Megjelent: 2021. február 11. - Kiadó: Warner - Formátumok: CD, LP, digitális letöltés, streaming       |

### Remixalbumok
| Cím                                            | Album adatok                                                                                         | Legjobb helyezések | Legjobb helyezések | Legjobb helyezések |
| Cím                                            | Album adatok                                                                                         | CAN                | US                 | US Dance           |
| ---------------------------------------------- | --- | ------------------ | ------------------ | ------------------ |
| Club Future Nostalgia (The Blessed Madonnával) | - Megjelent: 2020. augusztus 28. - Kiadó: Warner - Formátumok: CD, LP, digitális letöltés, streaming | 13                 | 28                 | 1                  |

## Középlemezek
| Cím                                                         | Album adatok                                                                                     | Legjobb helyezések |
| Cím                                                         | Album adatok                                                                                     | US Vinyl           |
| ----------------------------------------------------------- | ------------------------------------------------------------------------------------------------ | ------------------ |
| Spotify Sessions                                            | - Megjelent: 2016. július 8. - Kiadó: Warner Bros. - Formátumok: Streaming                       | —                  |
| The Only                                                    | - Megjelent: 2017. április 2. - Kiadó: Warner Bros. - Formátumok: 12" vinyl                      | 21                 |
| Live Acoustic                                               | - Megjelent: 2017. december 8. - Kiadó: Warner Bros. - Formátumok: Digitális letöltés, streaming | —                  |
| Deezer Sessions                                             | - Megjelent: 2019. április 11. - Formátumok: Digitális letöltés, streaming                       | —                  |
| "—" nem szerepelt listán, vagy nem jelent meg az országban. |                                                                                                  |                    |

## Kislemezek

### Önálló előadóként
| Cím                                                         | Év   | Legjobb helyezések | Legjobb helyezések | Legjobb helyezések | Legjobb helyezések | Legjobb helyezések | Legjobb helyezések | Legjobb helyezések | Legjobb helyezések | Legjobb helyezések | Legjobb helyezések | Minősítések | Album                                                      |
| Cím                                                         | Év   | UK                 | AUS                | BEL (FL)           | CAN                | GER                | IRE                | NL                 | NZ                 | SWE                | USA                | Minősítések | Album                                                      |
| ----------------------------------------------------------- | ---- | ------------------ | ------------------ | ------------------ | ------------------ | ------------------ | ------------------ | ------------------ | ------------------ | ------------------ | ------------------ | --- | ---------------------------------------------------------- |
| New Love[A]                                                 | 2015 | —                  | —                  | —                  | —                  | —                  | —                  | —                  | —                  | —                  | —                  | | Dua Lipa                                                   |
| Be the One                                                  | 2015 | 9                  | 6                  | 1                  | —                  | 11                 | 25                 | 11                 | 20                 | 100                | —                  | - BPI: Platinalemez - ARIA: 2×-es platinalemez - BEA: Platinalemez - BVMI: Aranylemez - GLF: Aranylemez - MC: Aranylemez - NVPI: 2×-es platinalemez - RIAA: Aranylemez - RMNZ: Aranylemez                           | Dua Lipa                                                   |
| Last Dance[A]                                               | 2016 | —                  | —                  | —                  | —                  | —                  | —                  | —                  | —                  | —                  | —                  | | Dua Lipa                                                   |
| Hotter than Hell                                            | 2016 | 15                 | 17                 | 20                 | —                  | 71                 | 24                 | 32                 | —[B]               | 44                 | —                  | - BPI: Platinalemez - ARIA: Aranylemez - GLF: Platinalemez - NVPI: Platinalemez | Dua Lipa                                                   |
| Blow Your Mind (Mwah)                                       | 2016 | 30                 | 59                 | 44                 | —                  | —                  | 40                 | —[C]               | —[D]               | —                  | 72                 | - BPI: Platinalemez - MC: Platinalemez - RIAA: Aranylemez | Dua Lipa                                                   |
| Scared to Be Lonely (Martin Garrix-szel)                    | 2017 | 14                 | 14                 | 10                 | 32                 | 9                  | 12                 | 3                  | 8                  | 3                  | 76                 | - BPI: Platinalemez - ARIA: 2×-es platinalemez - BEA: Aranylemez - BVMI: Platinalemez - GLF: 4×-es platinalemez - MC: 2×-es platinalemez - NVPI: 3×-os platinalemez - RIAA: 2×-es platinalemez - RMNZ: Platinalemez | Dua Lipa: Complete Edition                                 |
| Lost in Your Light (közreműködik Miguel)                    | 2017 | 86                 | —                  | —                  | —                  | —                  | 97                 | —                  | —[E]               | —                  | —                  | - BPI: Ezüstlemez | Dua Lipa                                                   |
| New Rules                                                   | 2017 | 1                  | 2                  | 1                  | 7                  | 9                  | 1                  | 1                  | 3                  | 7                  | 6                  | - BPI: 4×-es platinalemez - ARIA: 5×-ös platinalemez - BEA: 2×-es platinalemez - BVMI: Platinalemez - GLF: 4×-es platinalemez - MC: 7×-es platinalemez - RIAA: 5×-ös platinalemez - RMNZ: 2×-es platinalemez        | Dua Lipa                                                   |
| Homesick                                                    | 2017 | —                  | —                  | 12                 | —                  | —                  | —                  | 14                 | —                  | —                  | —                  | - BPI: Ezüstlemez - BEA: Aranylemez | Dua Lipa                                                   |
| IDGAF                                                       | 2018 | 3                  | 3                  | 4                  | 29                 | 12                 | 1                  | 8                  | 5                  | 15                 | 49                 | - BPI: 2×-es platinalemez - ARIA: 4×-es platinalemez - BEA: Aranylemez - BVMI: Aranylemez - GLF: Platinalemez - MC: 4×-es platinalemez - RIAA: 2×-es platinalemez - RMNZ: Platinalemez                              | Dua Lipa                                                   |
| One Kiss (Calvin Harrisszel)                                | 2018 | 1                  | 3                  | 1                  | 6                  | 1                  | 1                  | 1                  | 6                  | 4                  | 26                 | - BPI: 4×-es platinalemez - ARIA: 4×-es platinalemez - BEA: Platinalemez - BVMI: Platinaleme - MC: 3×-os platinalemez - RIAA: 3×-os platinalemez - RMNZ: Platinalemez                                               | Dua Lipa: Complete Edition                                 |
| Electricity[F] (a Silk City-vel)                            | 2018 | 4                  | 22                 | 6                  | 61                 | 64                 | 6                  | 13                 | 25                 | 51                 | 62                 | - BPI: Platinalemez - ARIA: Platinalemez - BEA: Aranylemez - MC: Aranylemez - RIAA: Platinalemez | Dua Lipa: Complete Edition                                 |
| Swan Song[G]                                                | 2019 | 24                 | 68                 | 50                 | 99                 | 99                 | 24                 | —[H]               | —[I]               | 67                 | —[J]               | | Nem jelent meg albumon                                     |
| Don’t Start Now                                             | 2019 | 2                  | 2                  | 2                  | 3                  | 10                 | 1                  | 5                  | 3                  | 12                 | 2                  | - BPI: 2×-es platinalemez - ARIA: 4×-es platinalemez - BEA: 2×-es platinalemez - BVMI: Platinalemez - MC: 5×-ös platinalemez - RIAA: 3×-os platinalemez - RMNZ: 3×-os platinalemez                                  | Future Nostalgia                                           |
| Physical                                                    | 2020 | 3                  | 9                  | 3                  | 54                 | 14                 | 2                  | 15                 | 16                 | 42                 | 60                 | - BPI: Platinalemez - BEA: Platinalemez - BVMI: Aranylemez - MC: Platinalemez - RIAA: Aranylemez - RMNZ: Aranylemez                                                                                                 | Future Nostalgia                                           |
| Break My Heart                                              | 2020 | 6                  | 7                  | 14                 | 13                 | 26                 | 3                  | 12                 | 12                 | 21                 | 13                 | - BPI: Platinalemez - BEA: Platinalemez - MC: Platinalemez - RIAA: Platinalemez - RMNZ: Aranylemez | Future Nostalgia                                           |
| Hallucinate                                                 | 2020 | 31                 | —                  | —                  | —                  | —                  | 40                 | 55                 | —[K]               | —                  | —                  | - BPI: Ezüstlemez | Future Nostalgia                                           |
| Un Dia (One Day) (J Balvinnal, Bad Bunny-val és Tainy-vel)  | 2020 | 72                 | —                  | —[L]               | 70                 | 94                 | 55                 | 24                 | —[M]               | —[N]               | 63                 | - MC: Aranylemez - RIAA: 4×-es platinalemez (Latin) | Summer Vacation és Future Nostalgia: The Moonlight Edition |
| Levitating[O]                                               | 2020 | 5                  | 4                  | 32                 | 1                  | 16                 | 4                  | 23                 | 5                  | 20                 | 2                  | - BPI: 2×-es platinalemez - ARIA: 3×-os platinalemez - BEA: Aranylemez - BVMI: Aranylemez - MC: 3×-os platinalemez - RIAA: 4×-es platinalemez - RMNZ: 3×-os platinalemez                                            | Future Nostalgia                                           |
| Fever[P]                                                    | 2020 | 79                 | —                  | 1                  | 79                 | 85                 | 36                 | —[Q]               | —[R]               | —[S]               | —[T]               | - BEA: 2×-es platinalemez | Future Nostalgia                                           |
| Real Groove (Studio 2054 remix) (Kylie Minogue-gal)         | 2020 | 95                 | —                  | —                  | —                  | —                  | —                  | —                  | —                  | —                  | —                  | | Disco                                                      |
| We’re Good                                                  | 2021 | 25                 | 24                 | 32                 | 21                 | 52                 | 17                 | 25                 | 24                 | 31                 | 31                 | | Future Nostalgia: The Moonlight Edition                    |
| Love Again                                                  | 2021 | 51                 | 60                 | 5                  | 11                 | 44                 | 36                 | 21                 | —                  | —                  | 41                 | - BPI: Ezüstlemez | Future Nostalgia                                           |
| "Cold Heart (Pnau remix)" (Elton Johnnal)                   | 2021 | 1                  | 2                  | 4                  | 7                  | 3                  | 2                  | 8                  | 1                  | 12                 | 21                 | - BPI: Aranylemez - ARIA: Aranylemez - RMNZ: Platinalemez | The Lockdown Sessions                                      |
| "Sweetest Pie" (with Megan Thee Stallion)                   | 2022 | 31                 | 24                 | —                  | 19                 | 76                 | 14                 | —[AH]              | 33                 | 59                 | 15                 | - BPI: Ezüstlemez - MC: Platinalemez - RIAA: Platinalemez | Traumazine                                                 |
| "Potion" (with Calvin Harris and Young Thug)                | 2022 | 16                 | 32                 | —                  | 31                 | 85                 | 9                  | 45                 | 35                 | 40                 | 71                 | - BPI: Ezüstlemez - ARIA: Aranylemez - MC: Aranylemez | Funk Wav Bounces Vol. 2                                    |
| "Dance the Night"                                           | 2023 | 1                  | 3                  | 1                  | 4                  | 7                  | 1                  | 4                  | 5                  | 25                 | 6                  | - BPI: Platinalemez - ARIA: 3× Platinalemez - BEA: Platinalemez - MC: 3× Platinalemez - RMNZ: Platinalemez | Barbie the Album                                           |
| "Houdini"                                                   | 2023 | 2                  | 7                  | 1                  | 5                  | 9                  | 6                  | 8                  | 13                 | 13                 | 11                 | - BPI: Aranylemez - ARIA: Platinalemez - BEA: Aranylemez - MC: Platinalemez | Radical Optimism                                           |
| "Training Season"                                           | 2024 | 4                  | 12                 | 7                  | 11                 | 25                 | 6                  | 20                 | 10                 | 15                 | 27                 | | Radical Optimism                                           |
| "—" nem szerepelt listán, vagy nem jelent meg az országban. |      |                    |                    |                    |                    |                    |                    |                    |                    |                    |                    | |                                                            |

### Közreműködés kislemezekben
| Cím                                                            | Év   | Legjobb helyezés | Legjobb helyezés | Legjobb helyezés | Legjobb helyezés | Legjobb helyezés | Legjobb helyezés | Legjobb helyezés | Legjobb helyezés | Legjobb helyezés | Legjobb helyezés | Minősítések                                                                    | Album                                                     |
| Cím                                                            | Év   | UK               | AUS              | BEL (FL)         | CAN              | GER              | IRE              | NL               | NZ               | SWE              | US               | Minősítések                                                                    | Album                                                     |
| -------------------------------------------------------------- | ---- | ---------------- | ---------------- | ---------------- | ---------------- | ---------------- | ---------------- | ---------------- | ---------------- | ---------------- | ---------------- | ------------------------------------------------------------------------------ | --------------------------------------------------------- |
| No Lie (Sean Paul dal, közreműködik Dua Lipa)                  | 2016 | 10               | —                | 44               | —[U]             | 10               | 31               | 14               | —                | —                | —                | - BPI: Platinalemez - MC: Aranylemez - BVMI: Platinalemez - NVPI: Platinalemez | Mad Love the Prequel és Dua Lipa: Complete Edition        |
| Bridge over Troubled Water (az Artists for Grenfell részeként) | 2017 | 1                | 53               | —[V]             | —                | —                | 25               | —                | —                | —                | —                | - BPI: Aranylemez                                                              | Nem jelent meg albumon                                    |
| If Only (Andrea Bocelli dal, közreműködik Dua Lipa)            | 2018 | —                | —                | —                | —                | —                | —                | —                | —                | —                | —                |                                                                                | Sì                                                        |
| Times Like These (a Live Lounge Allstars részeként)            | 2020 | 1                | —                | —[W]             | —[X]             | —                | 64               | —                | —[Y]             | —                | —                | - BPI: Ezüstlemez                                                              | Nem jelent meg albumon                                    |
| Prisoner (Miley Cyrus dal, közreműködik Dua Lipa)              | 2020 | 8                | 13               | 32               | 17               | 20               | 5                | 21               | 24               | 23               | 54               | - BPI: Ezüstlemez                                                              | Plastic Hearts és Future Nostalgia: The Moonlight Edition |
| Sweetest Pie (Megan Thee Stallion dal, közreműködik Dua Lipa)  |      |                  |                  |                  |                  |                  |                  |                  |                  |                  |                  |                                                                                |                                                           |
| "—" nem szerepelt listán, vagy nem jelent meg az országban.    |      |                  |                  |                  |                  |                  |                  |                  |                  |                  |                  |                                                                                |                                                           |

### Promóciós kislemezek
| Cím                                                         | Év   | Legjobb helyezések | Legjobb helyezések | Legjobb helyezések | Legjobb helyezések | Legjobb helyezések | Legjobb helyezések | Legjobb helyezések | Legjobb helyezések | Legjobb helyezések | Legjobb helyezések | Album                      |
| Cím                                                         | Év   | UK                 | AUS                | BEL (FL) Tip       | IRE                | HR                 | NZ Hot             | POR                | SCO                | SPA                | SWE Heat.          | Album                      |
| ----------------------------------------------------------- | ---- | ------------------ | ------------------ | ------------------ | ------------------ | ------------------ | ------------------ | ------------------ | ------------------ | ------------------ | ------------------ | -------------------------- |
| Room for 2                                                  | 2016 | —                  | —                  | —                  | —                  | —                  | —                  | —                  | —                  | —                  | —                  | Dua Lipa                   |
| Thinking ’Bout You                                          | 2017 | —                  | —                  | 6                  | —                  | —                  | —                  | —                  | —                  | —                  | —                  | Dua Lipa                   |
| My Love (Wale featuring Major Lazer, Wizkid and Dua Lipa)   | 2017 | —                  | —                  | 16                 | —                  | —                  | —                  | —                  | —                  | —                  | —                  | Shine                      |
| Want To                                                     | 2018 | —                  | 83                 | —                  | 52                 | —                  | 20                 | —                  | —                  | —                  | 6                  | Dua Lipa: Complete Edition |
| Future Nostalgia                                            | 2019 | —[Z]               | 99                 | —                  | 83                 | 80                 | 11                 | 104                | 58                 | 99                 | —                  | Future Nostalgia           |
| Sugar (Remix) (Brockhampton dal, közreműködik Dua Lipa)     | 2020 | —                  | —                  | —                  | —                  | —                  | 7                  | —                  | —                  | —                  | —                  | Nem jelent meg albumon     |
| "—" nem szerepelt listán, vagy nem jelent meg az országban. | 2020 |                    |                    |                    |                    |                    |                    |                    |                    |                    |                    |                            |

## Egyéb slágerlistás dalok
| Cím                                                         | Év   | Legjobb helyezés | Legjobb helyezés | Legjobb helyezés | Legjobb helyezés | Legjobb helyezés | Legjobb helyezés | Legjobb helyezés | Legjobb helyezés | Legjobb helyezés | Legjobb helyezés | Minősítés                                                                   | Album                                   |
| Cím                                                         | Év   | UK               | AUS              | CAN              | IRE              | ITA              | NZ               | POR              | SPA              | SWE              | USA              | Minősítés                                                                   | Album                                   |
| ----------------------------------------------------------- | ---- | ---------------- | ---------------- | ---------------- | ---------------- | ---------------- | ---------------- | ---------------- | ---------------- | ---------------- | ---------------- | --------------------------------------------------------------------------- | --------------------------------------- |
| "Kiss and Make Up" (a Blackpinkkel)                         | 2018 | 36               | 33               | 44               | 15               | 91               | 32               | 29               | 68               | 32               | 93               | - BPI: Ezüstlemez - AFP: Aranylemez - ARIA: Platinalemez - FIMI: Aranylemez | Dua Lipa: Complete Edition              |
| Cool                                                        | 2020 | —[AA]            | —                | —                | —                | —                | —                | 103              | 96               | —                | —                |                                                                             | Future Nostalgia                        |
| Pretty Please                                               | 2020 | —[AB]            | —                | —                | —                | —                | —                | 101              | —                | —                | —                |                                                                             | Future Nostalgia                        |
| Love Again                                                  | 2020 | —[AC]            | —                | —                | —                | —                | —                | 107              | 90               | —                | —                |                                                                             | Future Nostalgia                        |
| Good in Bed                                                 | 2020 | —[AD]            | —                | —                | —                | —                | —                | 129              | —                | —                | —                |                                                                             | Future Nostalgia                        |
| Boys Will Be Boys                                           | 2020 | —                | —                | —                | —                | —                | —                | 148              | —                | —                | —                |                                                                             | Future Nostalgia                        |
| If It Ain’t Me                                              | 2021 | —[AE]            | —                | —                | —                | —                | —[AF]            | —                | —                | —                | —                |                                                                             | Future Nostalgia: The Moonlight Edition |
| That Kind of Woman                                          | 2021 | —[AG]            | —                | —                | —                | —                | —                | —                | —                | —                | —                |                                                                             | Future Nostalgia: The Moonlight Edition |
| "—" nem szerepelt listán, vagy nem jelent meg az országban. |      |                  |                  |                  |                  |                  |                  |                  |                  |                  |                  |                                                                             |                                         |

## Dalszerzői tevékenysége
| Cím              | Év   | Előadó                            | Album                                                 | Személy(ek) akivel szerezte a dalt                                                       | Forr.         |
| ---------------- | ---- | --------------------------------- | ----------------------------------------------------- | ---------------------------------------------------------------------------------------- | ------------- |
| Stand My Ground  | 2015 | Tobias Vorwerk                    | Nem jelent meg albumon                                | Jayson Dezuzio, Karen Poole                                                              | [ 80 ] [ 81 ] |
| Potrei Abituarmi | 2016 | Annalisa                          | Se avessi un cuore                                    | Nicholas Gale, Lucy Taylor, Annalisa Scarrone                                            | [ 82 ]        |
| Like It Is       | 2020 | Kygo (Zara Larssonnal és Tygával) | Golden Hour                                           | Kyrre Gorvell-Dahll, Zara Larsson, Nicholas Hodgson, Gerard O'Connell, Michael Stevenson | [ 83 ]        |
| Saved My Life    | 2020 | Sia                               | Music – Songs from and Inspired by the Motion Picture | Sia Furler, Greg Kurstin                                                                 | [ 84 ]        |
| Behind the Mask  | 2020 | Twice                             | Eyes Wide Open                                        | Heize, Sam Klempner, Jacob Attwooll, Josh Record                                         | [ 85 ]        |

## Videóklipek

### Önálló előadóként
| Cím                                                                            | Rendező(k)              | Album                                   | Év   | Forr.   |
| ------------------------------------------------------------------------------ | ----------------------- | --------------------------------------- | ---- | ------- |
| New Love                                                                       | Nicole Nodland          | Dua Lipa                                | 2015 | [ 86 ]  |
| Be the One                                                                     | Nicole Nodland          | Dua Lipa                                | 2015 | [ 87 ]  |
| Last Dance                                                                     | Jon Brewer és Ian Blair | Dua Lipa                                | 2016 | [ 88 ]  |
| Hotter than Hell                                                               | Emil Nava               | Dua Lipa                                | 2016 | [ 89 ]  |
| Blow Your Mind (Mwah)                                                          | Kinga Burza             | Dua Lipa                                | 2016 | [ 90 ]  |
| Room for 2                                                                     | Vicky Lawton            | Dua Lipa                                | 2016 | [ 91 ]  |
| Be the One (második verzió)                                                    | Daniel Kaufman          | Dua Lipa                                | 2016 | [ 92 ]  |
| Scared to Be Lonely (Martin Garrix-szel)                                       | Blake Claridge          | Dua Lipa: Complete Edition              | 2017 | [ 93 ]  |
| Thinking ’Bout You                                                             | Jake Jelicich           | Dua Lipa                                | 2017 | [ 94 ]  |
| Lost in Your Light (közreműködik Miguel)                                       | Henry Schofield         | Dua Lipa                                | 2017 | [ 95 ]  |
| New Rules                                                                      | Henry Schofield         | Dua Lipa                                | 2017 | [ 96 ]  |
| IDGAF                                                                          | Henry Schofield         | Dua Lipa                                | 2018 | [ 97 ]  |
| One Kiss (Calvin Harrisszel)                                                   | Emil Nava               | Dua Lipa: Complete Edition              | 2018 | [ 98 ]  |
| Electricity (a Silk City-vel)                                                  | Bradley & Pablo         | Dua Lipa: Complete Edition              | 2018 | [ 99 ]  |
| Swan Song                                                                      | Floria Sigismondi       | –                                       | 2019 | [ 100 ] |
| Don’t Start Now                                                                | Nabil                   | Future Nostalgia                        | 2019 | [ 101 ] |
| Physical                                                                       | Canada                  | Future Nostalgia                        | 2020 | [ 102 ] |
| Break My Heart                                                                 | Henry Scholfield        | Future Nostalgia                        | 2020 | [ 103 ] |
| Hallucinate                                                                    | Lisha Tan               | Future Nostalgia                        | 2020 | [ 104 ] |
| Un Dia (One Day) (J Balvinnal, Bad Bunny-val és Tainy-vel)                     | Stillz                  | Future Nostalgia: The Moonlight Edition | 2020 | [ 105 ] |
| Levitating (The Blessed Madonna remix) (közreműködik Madonna és Missy Elliott) | Will Hooper             | Club Future Nostalgia                   | 2020 | [ 106 ] |
| Levitating (közreműködik DaBaby)                                               | Warren Fu               | Future Nostalgia: The Moonlight Edition | 2020 | [ 107 ] |
| Fever (Angèlével)                                                              | We are from L.A.        | Future Nostalgia: The Moonlight Edition | 2020 | [ 108 ] |

### Vendégelőadóként
| Cím                                                              | Rendező(k)                     | Album                | Év   | Forr.   |
| ---------------------------------------------------------------- | ------------------------------ | -------------------- | ---- | ------- |
| No Lie (Sean Paul közreműködik Dua Lipa)                         | Tim Nackashi                   | Mad Love the Prequel | 2016 | [ 109 ] |
| My Love (Wale dal, közreműködik Major Lazer, Wizkid és Dua Lipa) | ACRS                           | Shine                | 2017 | [ 110 ] |
| If Only (Andrea Bocelli dal, közreműködik Dua Lipa)              | Gaetano Morbioli               | Sì                   | 2018 | [ 111 ] |
| Prisoner (Miley Cyrus dal, közreműködik Dua Lipa)                | Alana O'Herlihy és Miley Cyrus | Plastic Hearts       | 2020 | [ 112 ] |

## Lábjegyzetek
| ↑ A: Csak a Dua Lipa album deluxe változatán kapott helyet. |
| ↑ B: A Hotter than Hell nem került fel az új-zélandi Top 40 kislemezlistára, de ötödik helyet ért el az új-zélandi Heatseeker kislemezlistán. |
| ↑ C: A Blow Your Mind (Mwah) nem került fel a holland Top 100 kislemezlistára, de negyedik volt a holland Single Tip listán. |
| ↑ D: A Blow Your Mind (Mwah) nem került fel az új-zélandi Top 40 kislemezlistára, de hatodik helyet ért el az új-zélandi Heatseeker kislemezlistán. |
| ↑ E: A Lost in Your Light nem került fel az új-zélandi Top 40 kislemezlistára, de tizedik helyet ért el az új-zélandi Heatseeker kislemezlistán. |
| ↑ F: Az Electricity szerepelt a Silk City Electricity című vinyl EP-jén is. |
| ↑ G: A Swan Song egy különállóan megjelent kislemez, mely a 2019-es Alita: A harc angyala című filmhez készült. |
| ↑ H: A Swan Song nem került fel a holland Top 100 kislemezlistára, de negyedik volt a holland Single Tip listán. |
| ↑ I: A Swan Song nem került fel az új-zélandi Top 40 kislemezlistára, de ötödik helyet ért el az új-zélandi Heatseeker kislemezlistán. |
| ↑ J: A Swan Song nem került fel a Billboard Hot 100-ra, de negyedik volt a Bubbling Under Hot 100 listán. |
| ↑ K: A Hallucinate nem került fel az új-zélandi Top 40 kislemezlistára, de ötödik helyet ért el az új-zélandi Heatseeker kislemezlistán. |
| ↑ L: Az Un Dia (One Day) nem került fel az Ultratop 50 listára, de első volt az Ultratip listán. |
| ↑ M: Az Un Dia (One Day) nem került fel az új-zélandi Top 40 kislemezlistára, de huszadik helyet ért el az új-zélandi Heatseeker kislemezlistán. |
| ↑ N: Az Un Dia (One Day) nem került fel a svéd Singellistára, de negyedik volt a svéd Heatseeker kislemezlistán. |
| ↑ O: A Levitating három különböző verzióban jelent meg kislemezként: az eredeti változat, mely a Future Nostalgia albumon szerepel, a Madonna és Missy Elliott közreműködésével készült The Blessed Madonna remix, mely a Club Future Nostalgia albumon szerepel, és a Dababy közreműködésével készült remix, mely a Future Nostalgia bónusz változatán kapott helyet. |
| ↑ P: A Fever a Future Nostalgia francia változatán kapott helyet. |
| ↑ Q: A Fever nem került fel a holland Top 100 kislemezlistára, de tizedik volt a holland Single Tip listán. |
| ↑ R: A Fever nem került fel az új-zélandi Top 40 kislemezlistára, de tizenegyedik helyet ért el az új-zélandi Heatseeker kislemezlistán. |
| ↑ S: A Fever nem került fel a svéd Singellistára, de tizennyolcadik volt a svéd Heatseeker kislemezlistán. |
| ↑ T: A Fever nem került fel a Billboard Hot 100-ra, de 31. volt a Digital Song Sales listán. |
| ↑ U: A No Lie nem került fel a kanadai kislemezlistára, de nyolcadik volt a kanadai Hot Digital Songs listán. |
| ↑ V: A Bridge over Troubled Water nem került fel az Ultratop 50 listára, de 26. volt az Ultratip listán. |
| ↑ W: A Times Like These nem került fel az Ultratop 50 listára, de 39. volt az Ultratip listán. |
| ↑ X: A Times Like These nem került fel a kanadai kislemezlistára, de nyolcadik volt a kanadai Hot Digital Songs listán. |
| ↑ Y: A Times Like These nem került fel az új-zélandi Top 40 kislemezlistára, de ötödik helyet ért el az új-zélandi Heatseeker kislemezlistán. |
| ↑ Z: A Future Nostalgia nem került fel a brit kislemezlistára, de 63. volt a UK Singles Downloads Charton. |
| ↑ AA: A Cool nem került fel a brit kislemezlistára, de 60. volt az Official Audio Streaming Charton. |
| ↑ AB: A Pretty Please nem került fel a brit kislemezlistára, de 70. volt az Official Audio Streaming Charton. |
| ↑ AC: A Love Again nem került fel a brit kislemezlistára, de 61. volt az Official Audio Streaming Charton. |
| ↑ AD: Az Good in Bed nem került fel a brit kislemezlistára, de 91. volt az Official Audio Streaming Charton. |
| ↑ AE: A If It Ain’t Me nem került fel a brit kislemezlistára, de 73. volt az UK Singles Downloads Charton. |
| ↑ AF: Az If It Ain’t Me nem került fel az új-zélandi Top 40 kislemezlistára, de 34. helyet ért el az új-zélandi Hot Singles kislemezlistán. |
| ↑ AG: A That Kind of Woman nem került fel a brit kislemezlistára, de 69. volt az UK Singles Downloads Charton. |
| ↑ AH: A "Sweetest Pie" nem került be a holland Top 100 Singles listára, de az ötödik helyet érte el a holland Single Tip listán |